# دوري تونغا لكرة القدم
دوري تونغا لكرة القدم هو الدوري الوطني لكرة القدم في تونغا، .البطل الحالي هو نادي لو. يونايتد.